# 카를로 2세 만프레디

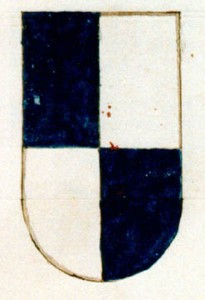

카를로 2세 만프레디(Carlo II Manfredi, 1439년–1484년)는 이탈리아 북부에 있는 파엔차의 군주이다.
로마냐 지방의 파엔차에서 태어난 카를로는 아스토레 2세 만프레디의 아들이다. 그는 1468년에 파엔차와 인근 지역에 대한 교황 대리인 작위를 계승하였다. 1471년 카메리노의 군주 로돌포 다 바라노의 딸인 코스탄차 다 바라노(Costanza da Varano)와 혼인하였다.
그는 파엔차의 군주 자리를 1477년에 떠났으며, 1484년에 사망하였다.
| 이전 아스토레 2세 | 파엔차의 군주 1468년–1477년 | 이후 갈레오토 만프레디 |